# Six Flags Great Adventure
 (novembre 2024).
Six Flags Great Adventure est un parc à thème de la société Six Flags, situé à Jackson dans le New Jersey, à 100 km de New York, 93 km de Newark et 80 km de Philadelphie, constitué d’un parc d’attractions, d’un safari sauvage, et d’un parc aquatique (Six Flags Hurricane Harbor).

## Historique
Le restaurateur Warner Leroy avait projeté en 1972 de créer un complexe de loisir en profitant de l’esprit « Retour à la nature » du moment. Au programme, un parc d'attractions, un safari, un parc d'exposition, un parc floral, un complexe sportif, un terrain de camping et une zone commerciale reliées les uns et les autres aux hôtels par le biais d’un bateau, d’un train, d’un monorail… 
Les industries de Hardwicke ont construit plusieurs parcs de safari au Canada et l'Europe et ils ont collaboré avec Leroy pour son projet à Jackson. Ils se sont mis à ouvrir les différentes zones par étapes sur une période de cinq ans. Cependant, des éléments de quatre des parcs prévus ont été combinés pour créer le parc d’attractions The Enchanted Forest. Le parc et le safari sont ouverts le 1er juillet 1974 et une grande fête d’ouverture fut organisée le jour de l'indépendance (le 4 juillet).
The Enchanted Forest (la forêt enchantée) fut conçue comme un endroit vu à travers les yeux des enfants. 
En 1976 le parc est renommé et devient Great Adventure.
L’année suivante le parc est racheté par le groupe Six Flags et prend donc son nom actuel.

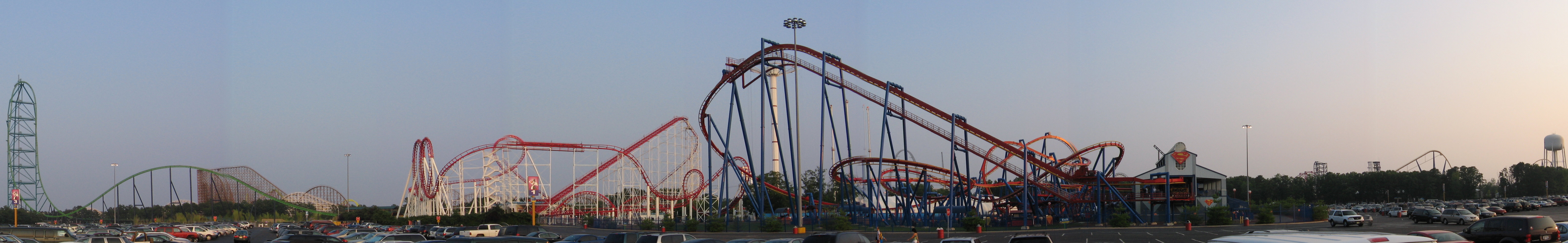
Vue panoramique du parc. De gauche à droite : Kingda Ka, El Toro, Bizarro, Rolling Thunder, Great American Scream Machine, Superman: Ultimate Flight, Batman and Robin: The Chiller, et Nitro.

## Le parc
- Main Street
- Fantasy Forest
- Lakefront
- Old Country
- Movie Town
- Boardwalk
- Frontier Adventures (comprenant Safari Off Road Adventure)
- Looney Tunes Seaport
- Bugs Bunny National Park
- Golden Kingdom
- Plaza del Carnaval
- Wiggles World

### Montagnes russes
| Nom                                                                                | Type                                         | Constructeur                | Année d'ouverture |
| ---------------------------------------------------------------------------------- | -------------------------------------------- | --------------------------- | ----------------- |
| Batman: The Ride                                                                   | Montagnes russes inversées                   | Bolliger & Mabillard        | 1993              |
| Bizarro                                                                            | Montagnes russes sans sol                    | Bolliger & Mabillard        | 1999              |
| El Toro                                                                            | Montagnes russes en bois                     | Intamin                     | 2006              |
| Harley Quinn Crazy Train anciennement Blackbeard's Lost Treasure Train (1999-2015) | Montagnes russes assises junior              | Zierer                      | 1999              |
| Jersey Devil Coaster                                                               | Single-rail                                  | Rocky Mountain Construction | 2021              |
| Lil' Devil Coaster                                                                 | Montagnes russes junior                      | Zamperla                    | 2021              |
| Nitro                                                                              | Méga montagnes russes Hyper montagnes russes | Bolliger & Mabillard        | 2001              |
| Runaway Mine Train                                                                 | Montagnes russes assises Train de la mine    | Arrow                       | 1974              |
| Skull Mountain                                                                     | Montagnes russes assises en intérieur        | Intamin                     | 1996              |
| Superman: Ultimate Flight                                                          | Montagnes russes volantes                    | Bolliger & Mabillard        | 2003              |
| The Dark Knight                                                                    | Montagnes russes assises Wild Mouse          | Mack Rides                  | 2008              |
| The Flash: Vertical Velocity                                                       | Montagnes russes assises Super Boomerang     | Vekoma                      | 2025              |
| The Joker                                                                          | Quadridimensionnelle                         | S&S Worldwide               | 2016              |

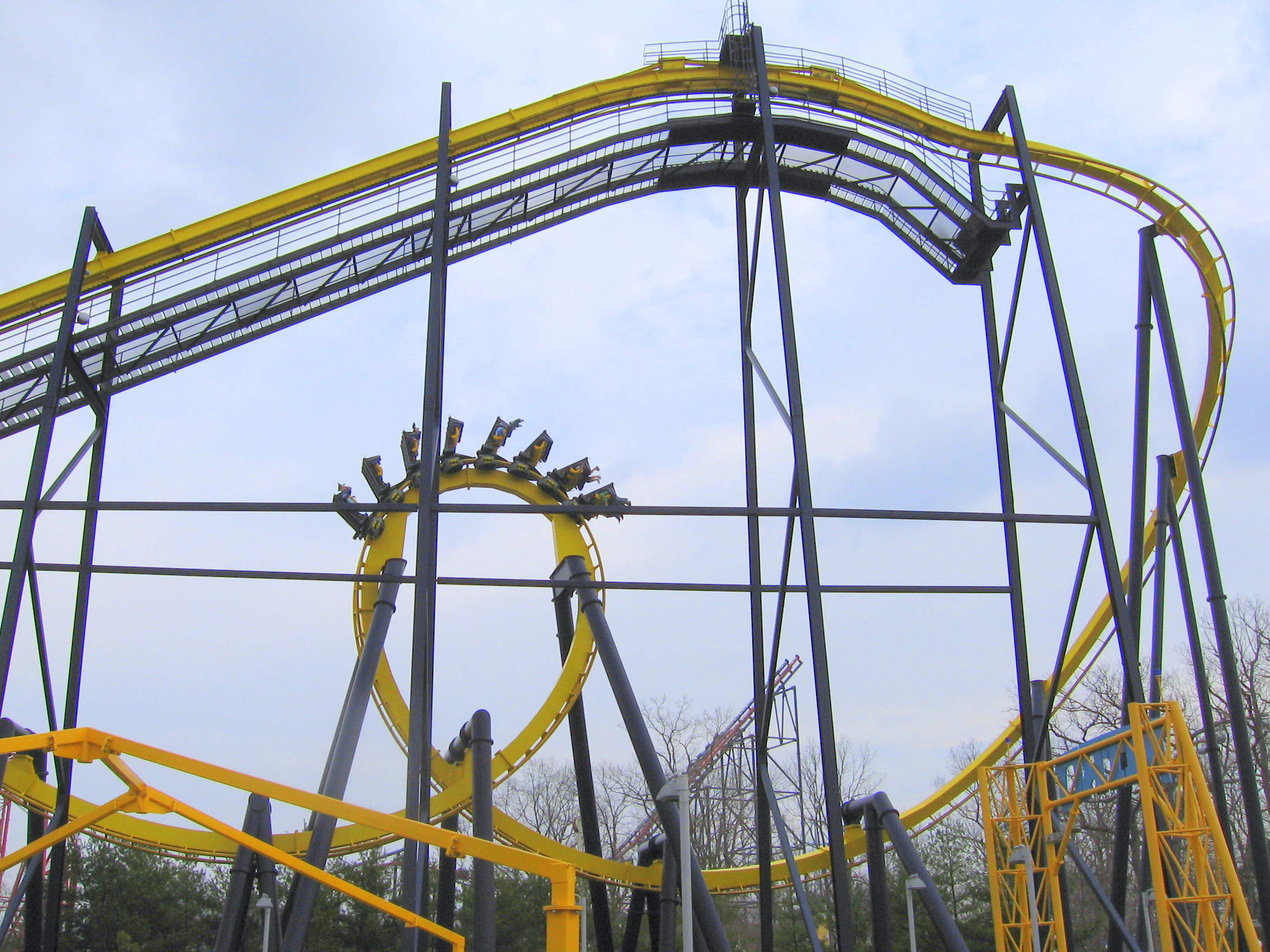
Batman: The Ride
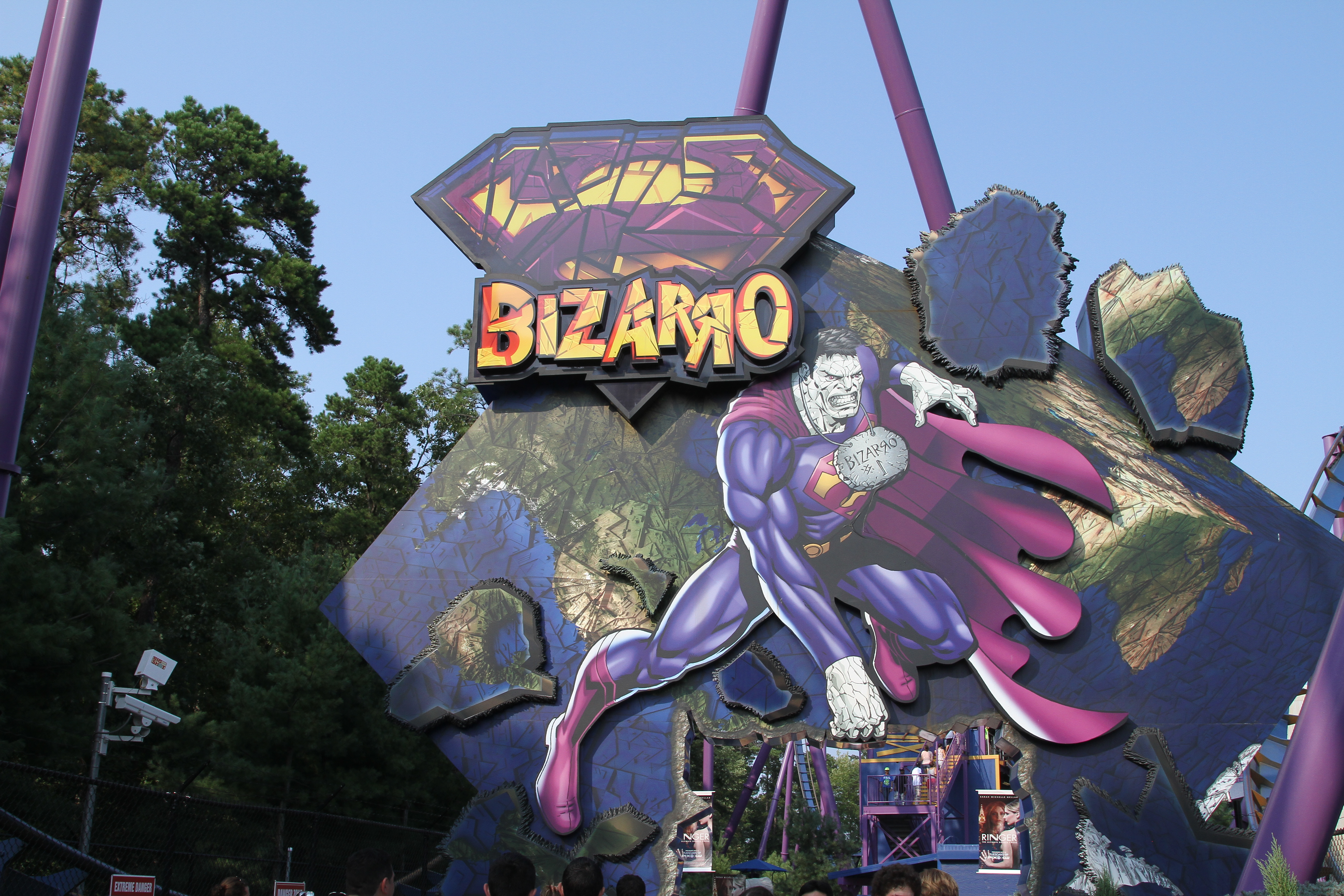
Bizarro
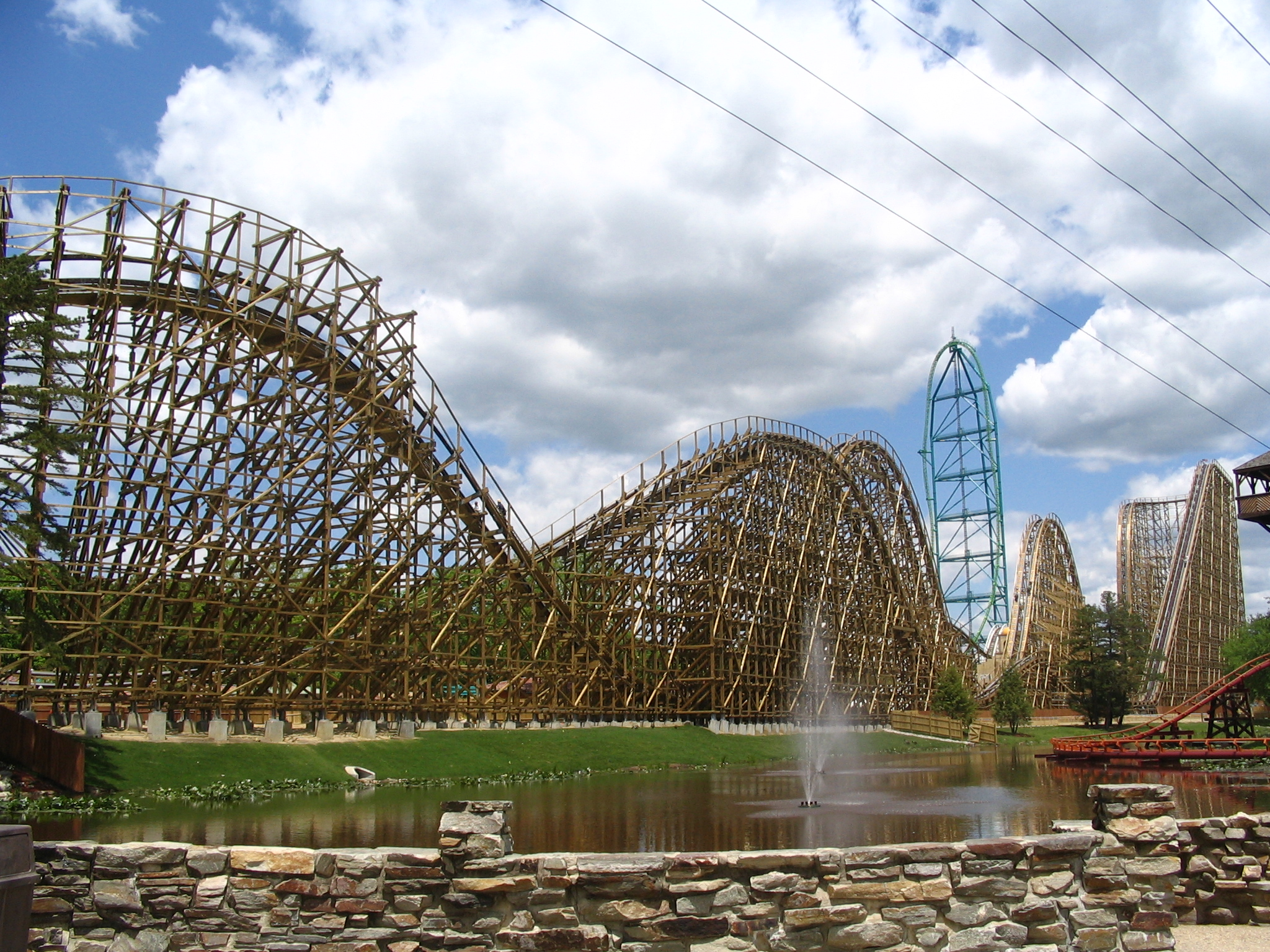
El Toro
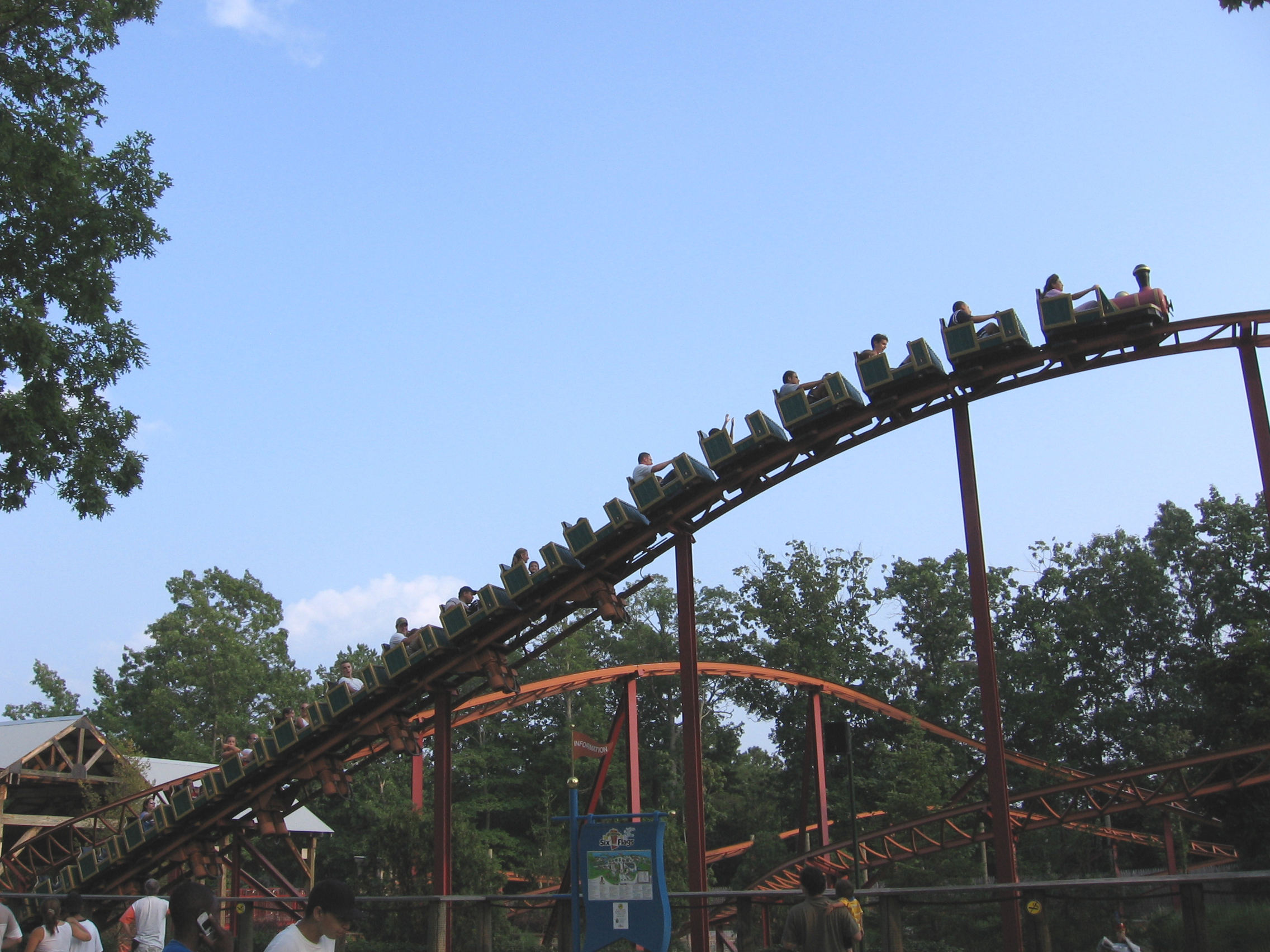
Harley Quinn Crazy Train
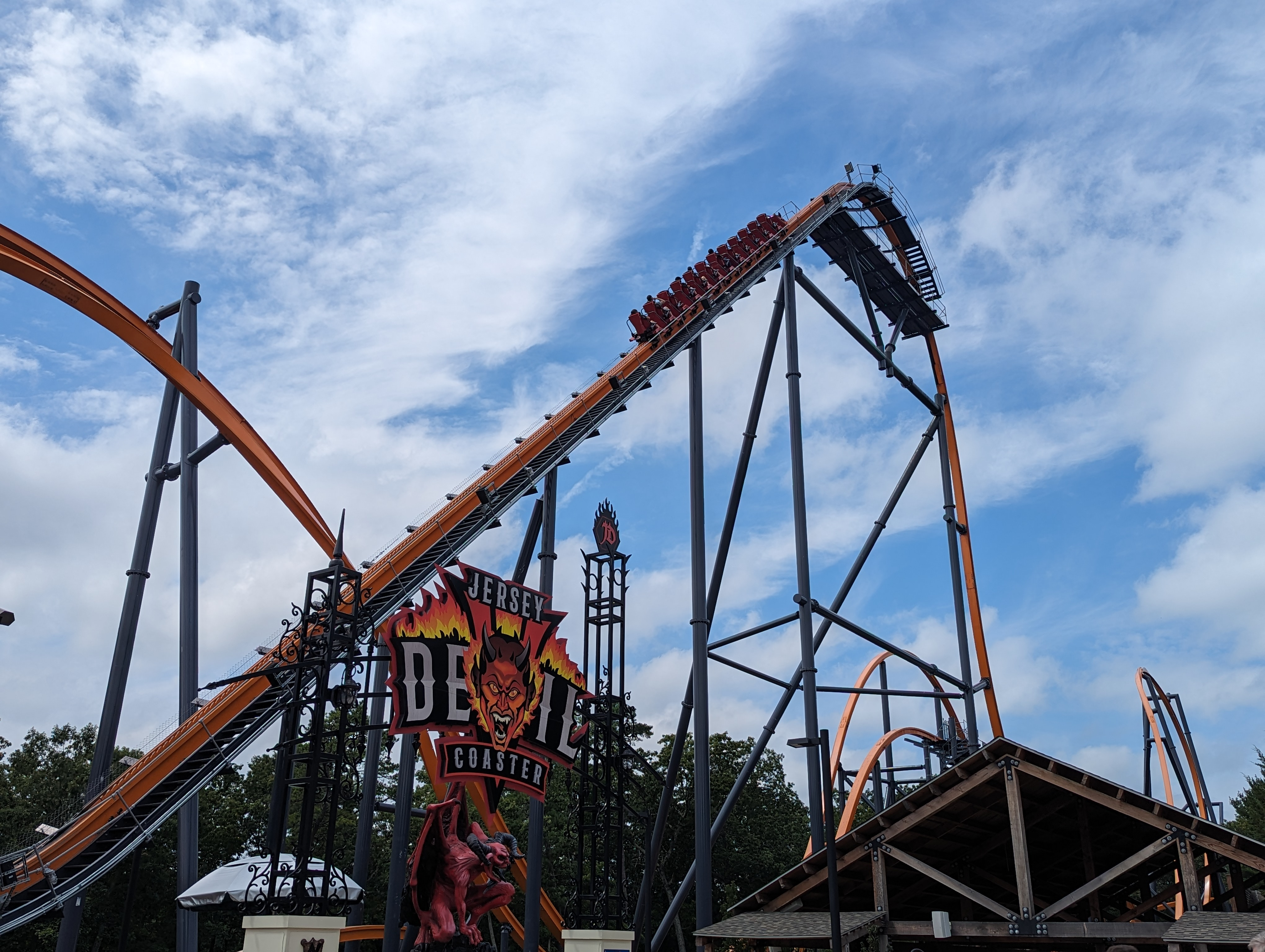
Logo de Jersey Devil Coaster
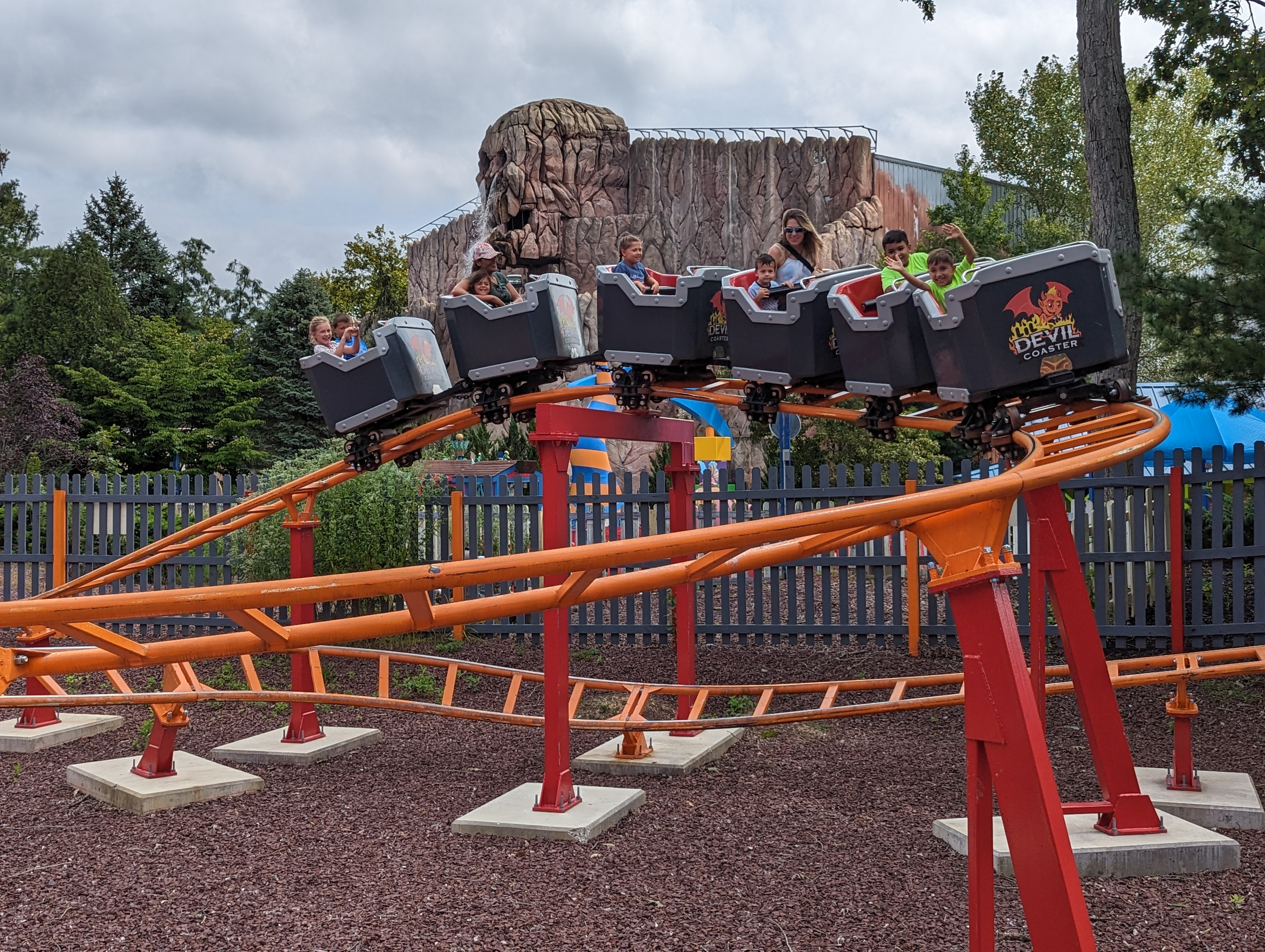
Lil' Devil Coaster
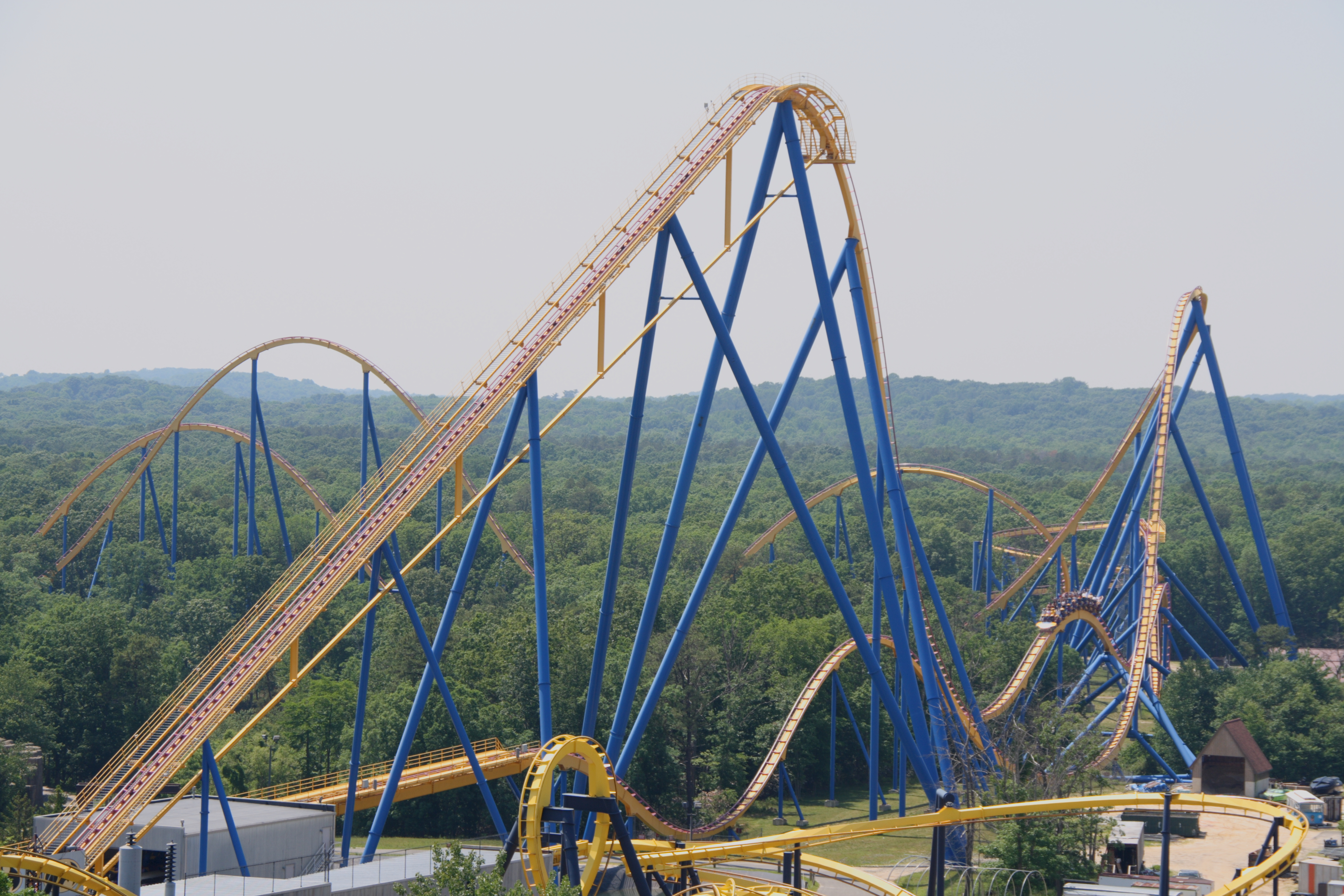
Nitro
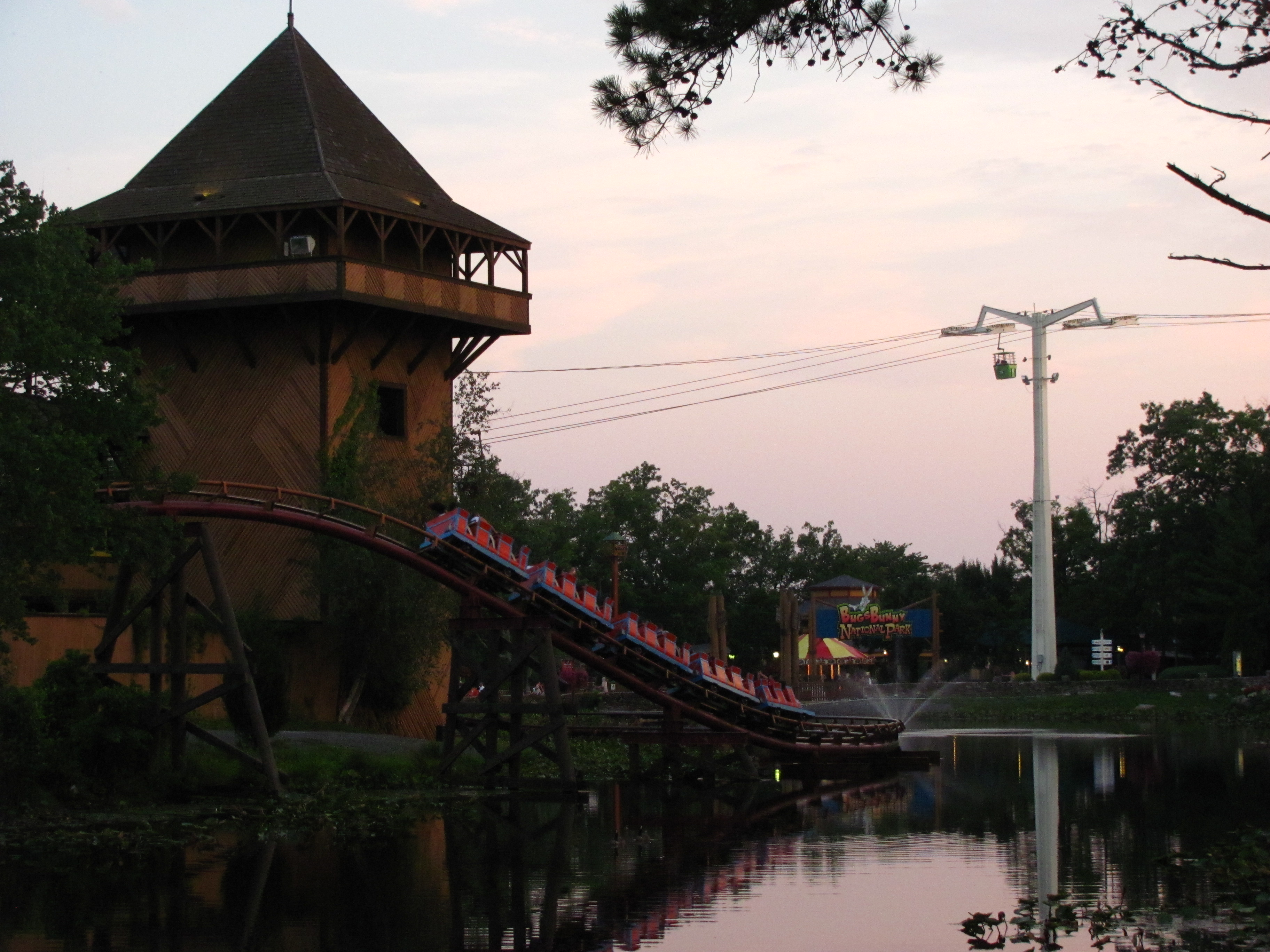
Runaway Mine Train
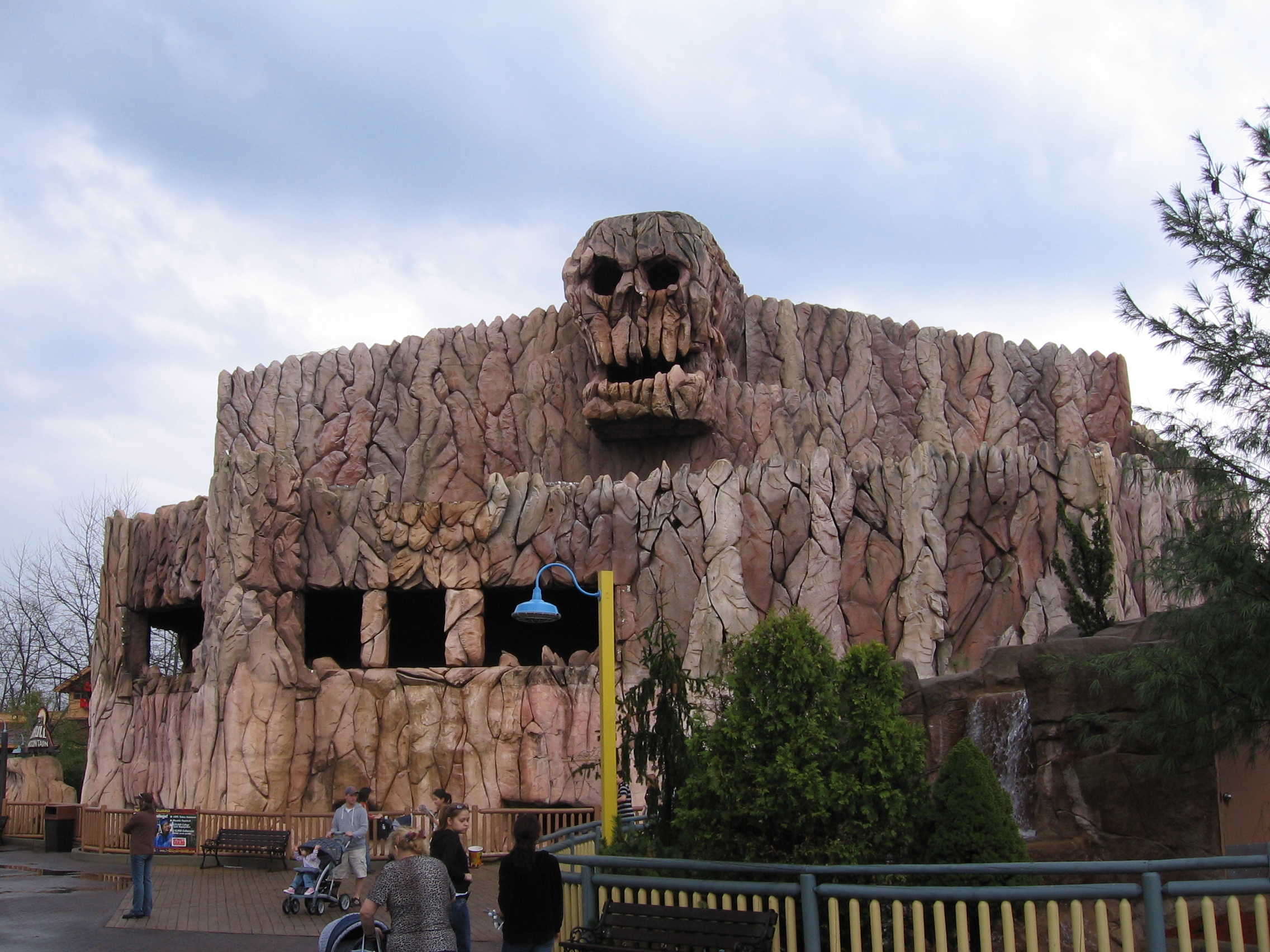
Skull Mountain
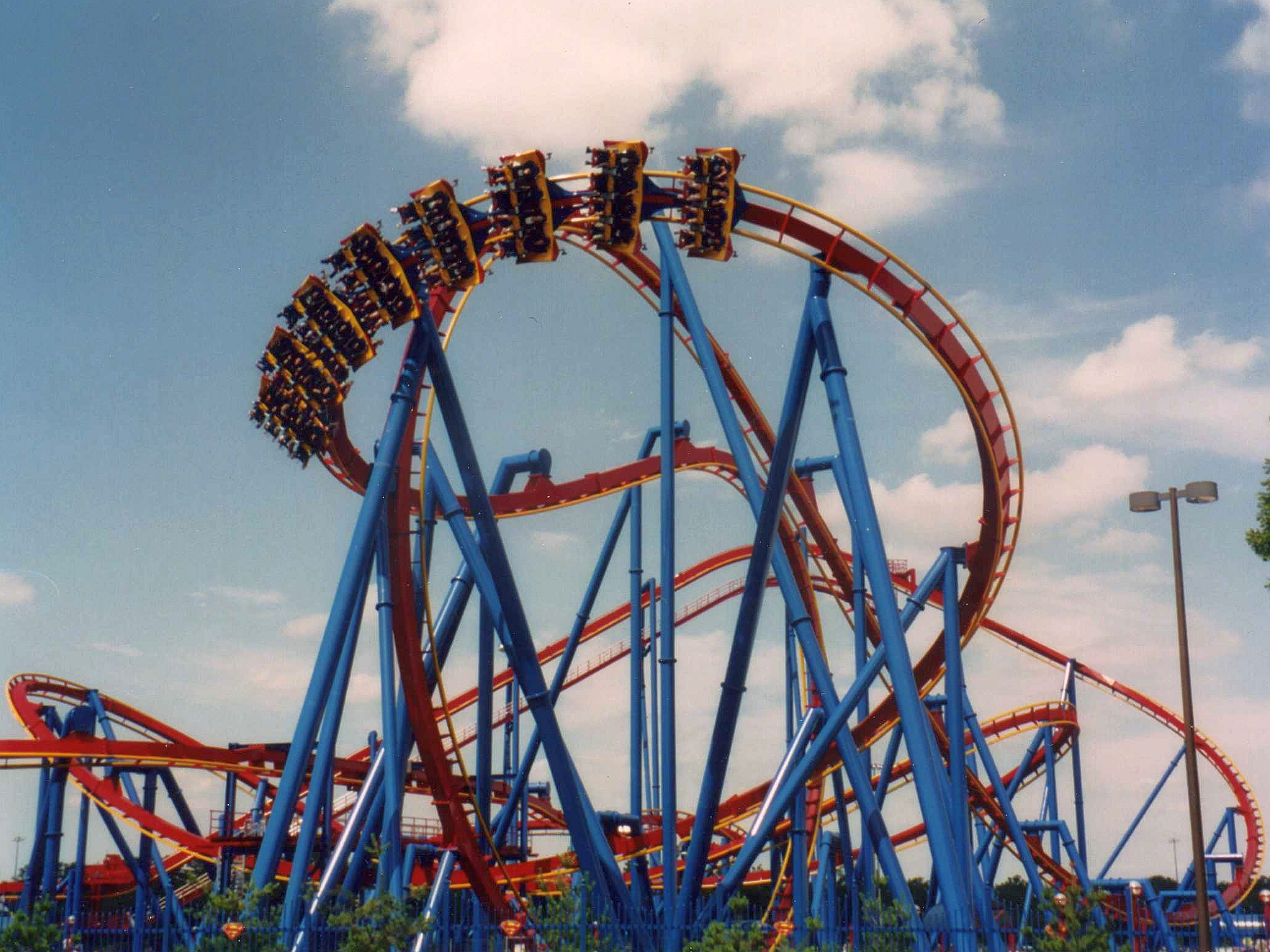
Superman: Ultimate Flight
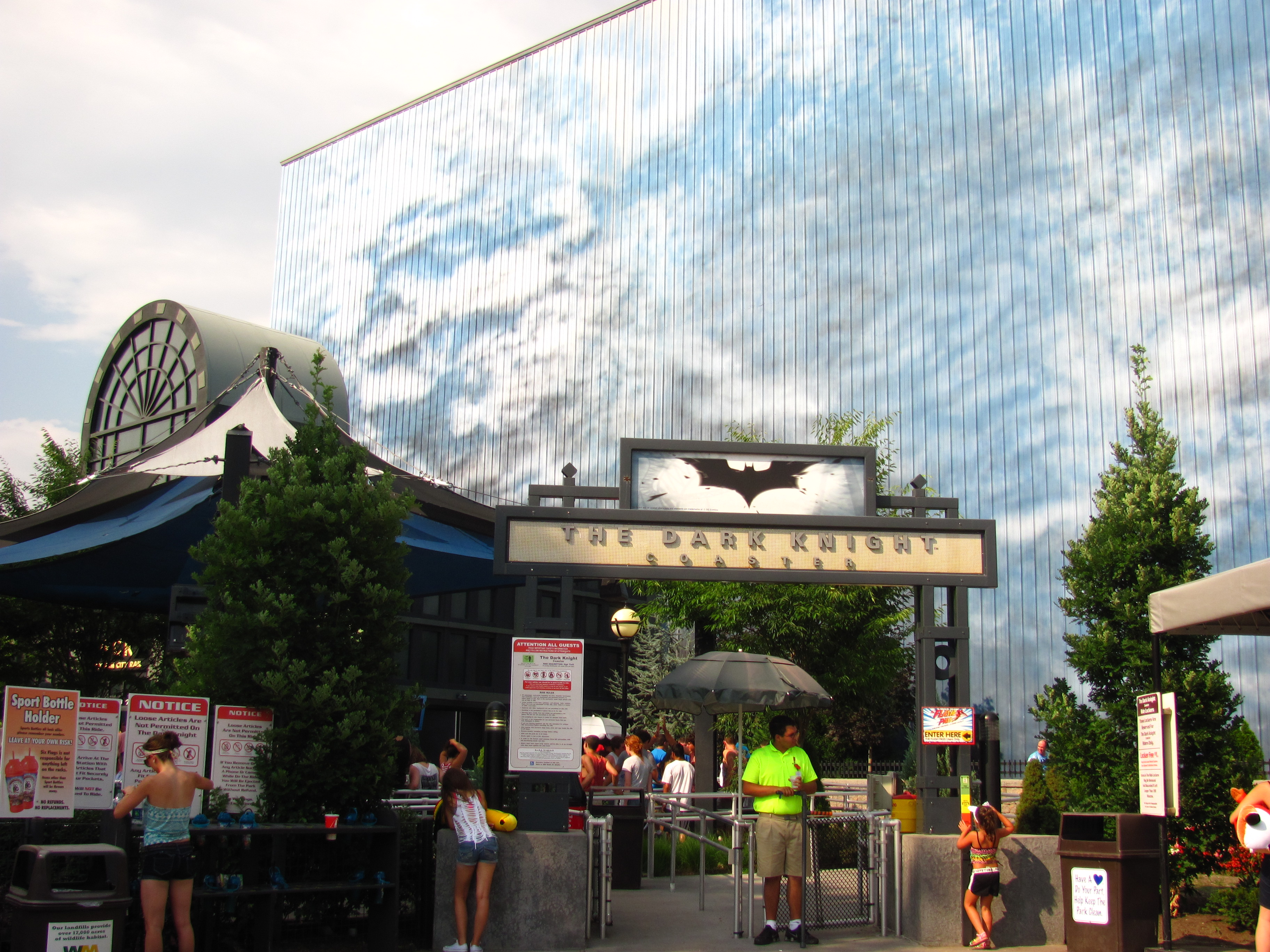
The Dark Knight
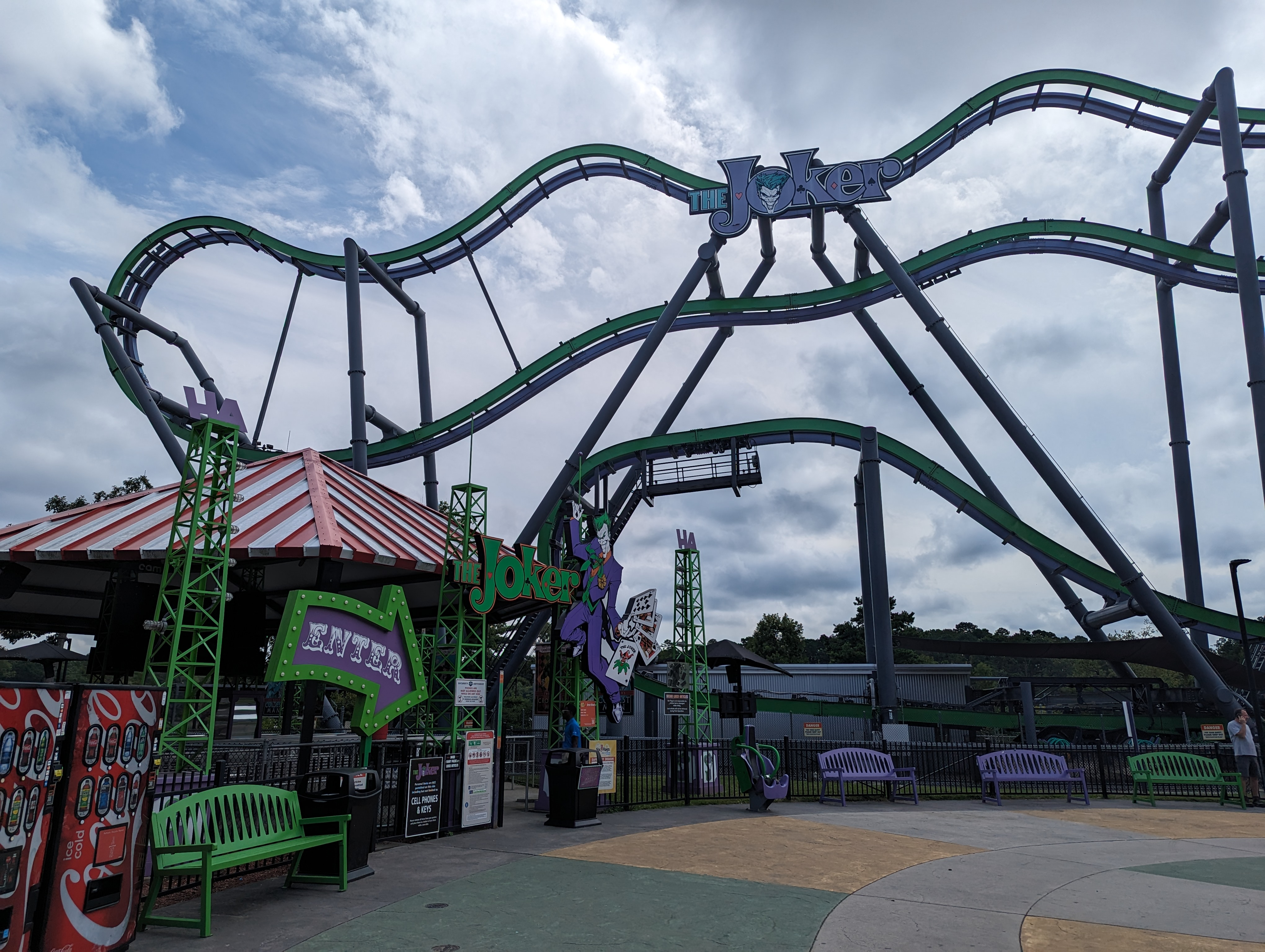
The Joker

### Attractions aquatiques
| Nom                | Type                     | Constructeur   | Année |
| ------------------ | ------------------------ | -------------- | ----- |
| Roaring Rapids     | Rivière rapide en bouées | Intamin        | 1981  |
| Saw Mill Log Flume | Bûches                   | Arrow Dynamics | 1974  |

### Attractions à sensations

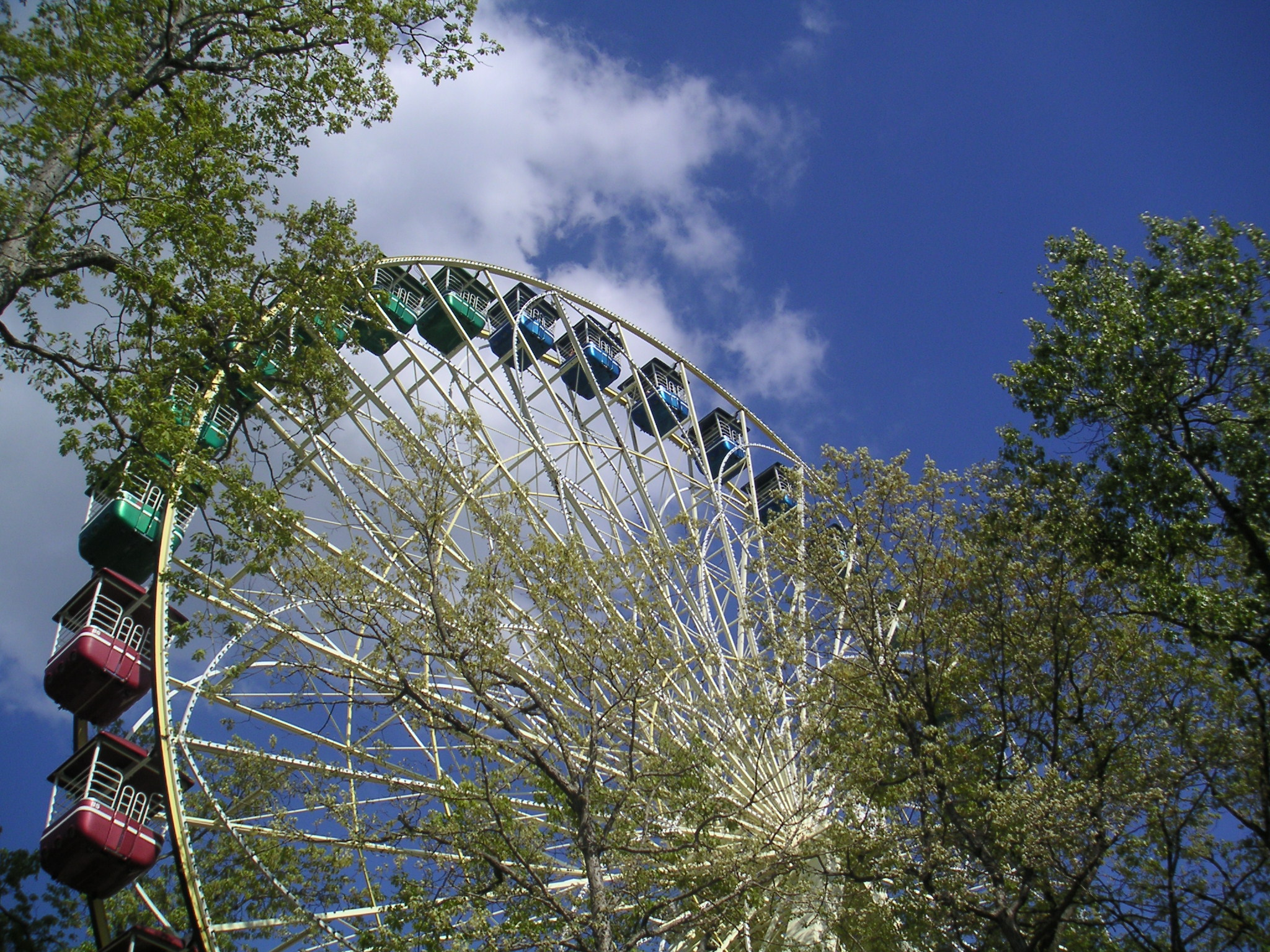
Giant Wheel

| Nom                          | Type            | Constructeur          | Année d'ouverture |
| ---------------------------- | --------------- | --------------------- | ----------------- |
| Condor                       | Condor          | Huss Park Attractions | 1988              |
| Cyborg Cyber Spin            | Tourbillon      | ABC Rides             | 2018              |
| Dare Devil Dive              | Skycoaster      | Sky Fun 1 Inc.        | 1997              |
| Enterprise                   | Enterprise      | Anton Schwarzkopf     | 1975              |
| Slingshot                    | Slingshot       | Funtime               | 2011              |
| SkyScreamer                  | Star Flyer      | Funtime               | 2012              |
| Swashbuckler                 | Round-Up        | Hrubetz               | 1980              |
| Wonder Woman: Lasso of Truth | Giant Discovery | Zamperla              | 2019              |

### Autres attractions
| Nom                                   | Type                         | Constructeur                 | Année d'ouverture |
| ------------------------------------- | ---------------------------- | ---------------------------- | ----------------- |
| Air Jumbo                             | Manège d'éléphants           | Zamperla                     | 2012              |
| Air Safari                            | Manège d'avions              | Zamperla                     | 2007              |
| Barnstormer                           | Barnstormer                  | Zamperla                     | 1999              |
| Big Wheel                             | Grande roue                  | Anton Schwarzkopf            | 1974              |
| Buccaneer                             | Bateau à bascule             | Intamin                      | 1980              |
| Carrousel                             | Carrousel                    | Frederick Savage             | 1974              |
| DejaVu                                | Scrambler                    | Eli Bridge Company           | 2012              |
| Fender Benders                        | Autos-tamponneuses           | Bertazzon                    | 2012              |
| Great American Road Race              | Karting                      | J&J Amusements               | 1999              |
| Houdini's Great Escape                | Mad House                    | Vekoma                       | 1999              |
| Jolly Roger                           | Sea Storm                    | Zamperla                     | 1999              |
| Justice League: Battle for Metropolis | Parcours scénique interactif | Sally Dark Rides / Alterface | 2017              |
| SpongeBob SquarePants 3-D             | Cinéma 3D                    | /                            | 2004              |
| Tango                                 | Rockin' Tug                  | Zamperla                     | 2006              |
| Enchanted Tea Cups                    | Tasses                       | Zamperla                     | 1996              |

### Anciennes attractions

#### Montagnes russes disparues
| Nom                                                           | Type                                   | Constructeur            | Années d'ouverture et de fermeture |
| ------------------------------------------------------------- | -------------------------------------- | ----------------------- | ---------------------------------- |
| Alpen Blitz                                                   | Montagnes russes assises               | Anton Schwarzkopf       | 1976 - 1978                        |
| Batman and Robin: The Chiller                                 | Montagnes russes lancées navette duel  | Premier Rides           | 1998 - 2007                        |
| Big Fury                                                      | Montagnes russes assises               |                         | 1974 - 1977                        |
| Great American Scream Machine                                 | Montagnes russes assises               | Arrow                   | 1989 - 2010                        |
| Green Lantern anciennement Chang à Six Flags Kentucky Kingdom | Montagnes russes en position verticale | Bolliger & Mabillard    | 2011 - 2024                        |
| Jumbo Jet                                                     | Montagnes russes assises               | Anton Schwarzkopf       | 1975 - 1975                        |
| Kingda Ka                                                     | Strata montagnes russes                | Intamin                 | 2005 - 2024                        |
| Lightning Loops                                               | Montagnes russes lancées navette       | Arrow                   | 1978 - 1992                        |
| Lightning Loops                                               | Montagnes russes lancées navette       | Arrow                   | 1978 - 1992                        |
| Lil' Thunder                                                  | Montagnes russes assises junior        | Allan Herschell Company | 1975 - 1983                        |
| Road Runner Railway                                           | Montagnes russes assises junior        | Zamperla                | 1999 - 2019                        |
| Rolling Thunder                                               | Montagnes russes en bois               | Don Rosser & Bill Cobb  | 1979 - 2013                        |
| Sarajevo Bobsled                                              | Montagnes russes bobsleigh             | Intamin                 | 1984 - 1988                        |
| Shockwave                                                     | Montagnes russes en position verticale | Intamin                 | 1990 - 1992                        |
| Ultra Twister                                                 | Montagnes russes pipeline              | Togo                    | 1986 - 1988                        |
| Viper                                                         | Montagnes russes assises               | Togo                    | 1995 - 2004                        |
| Wild Rider                                                    | Montagnes russes assises               | Anton Schwarzkopf       | 1978 - 1982                        |

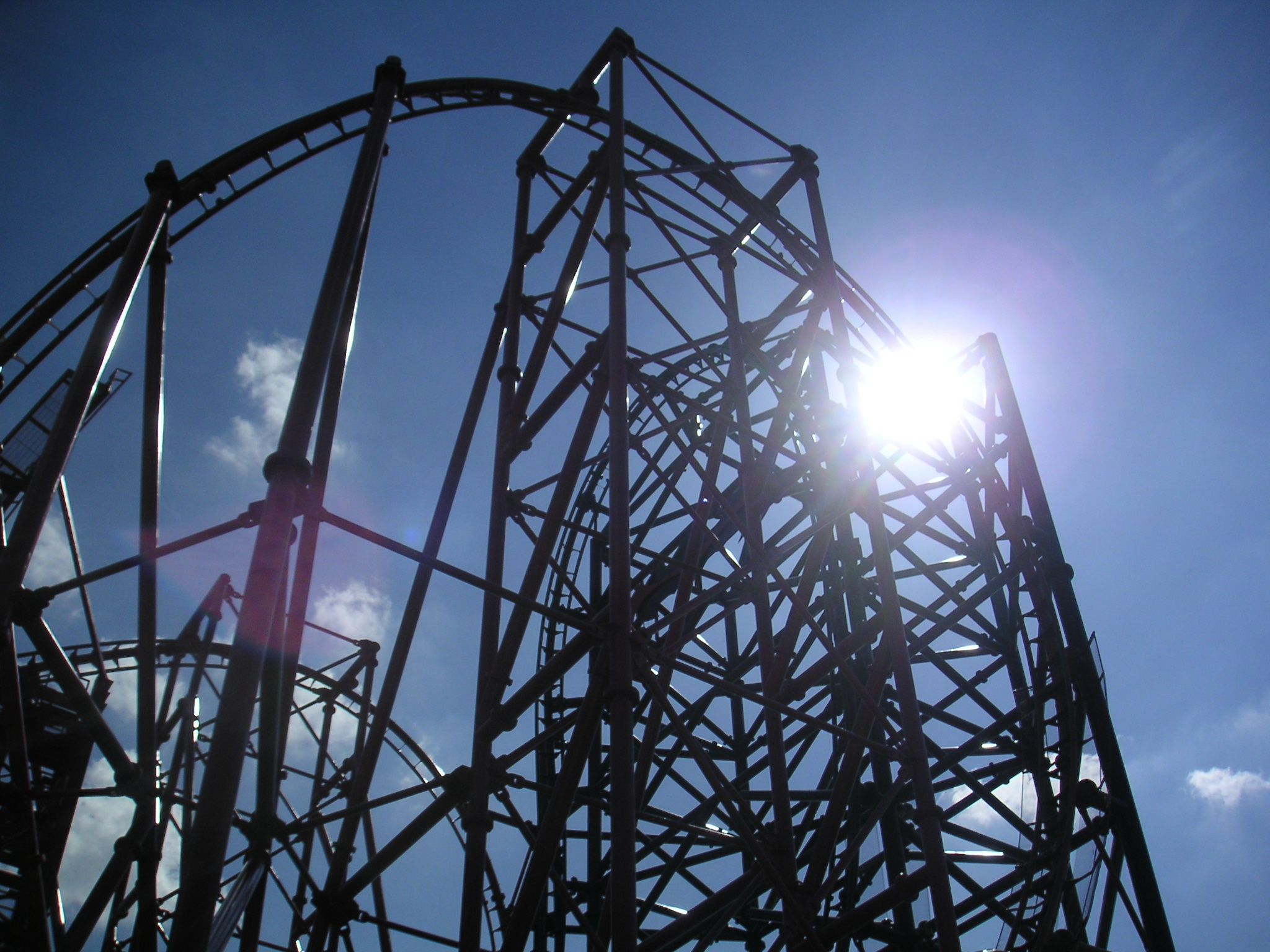
Batman and Robin: The Chiller
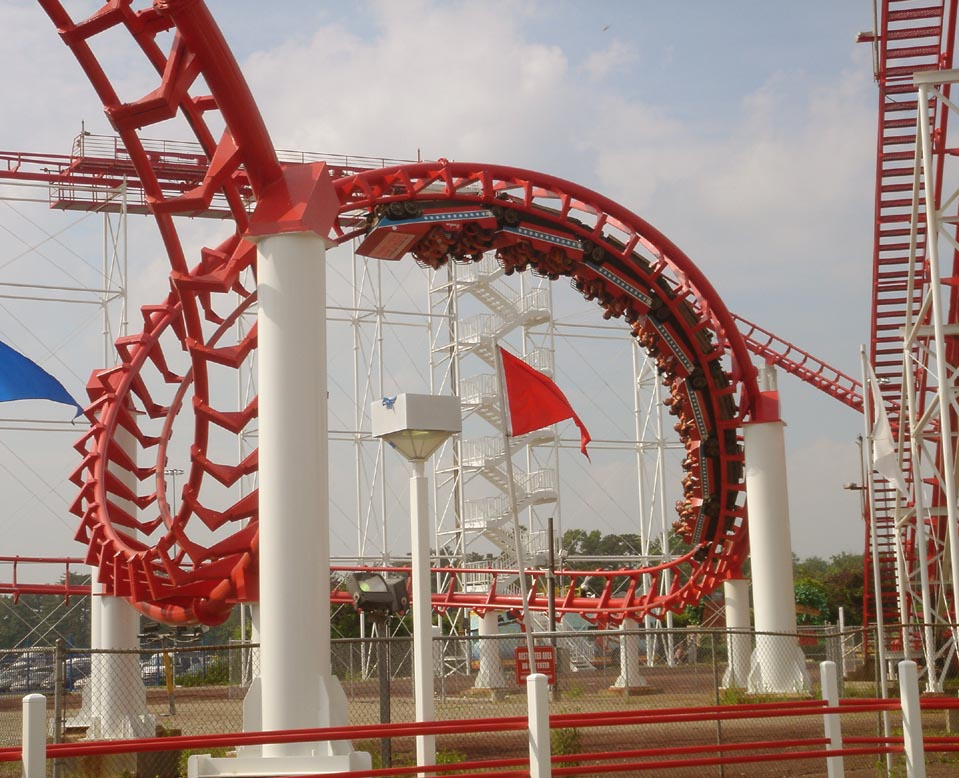
Great American Scream Machine
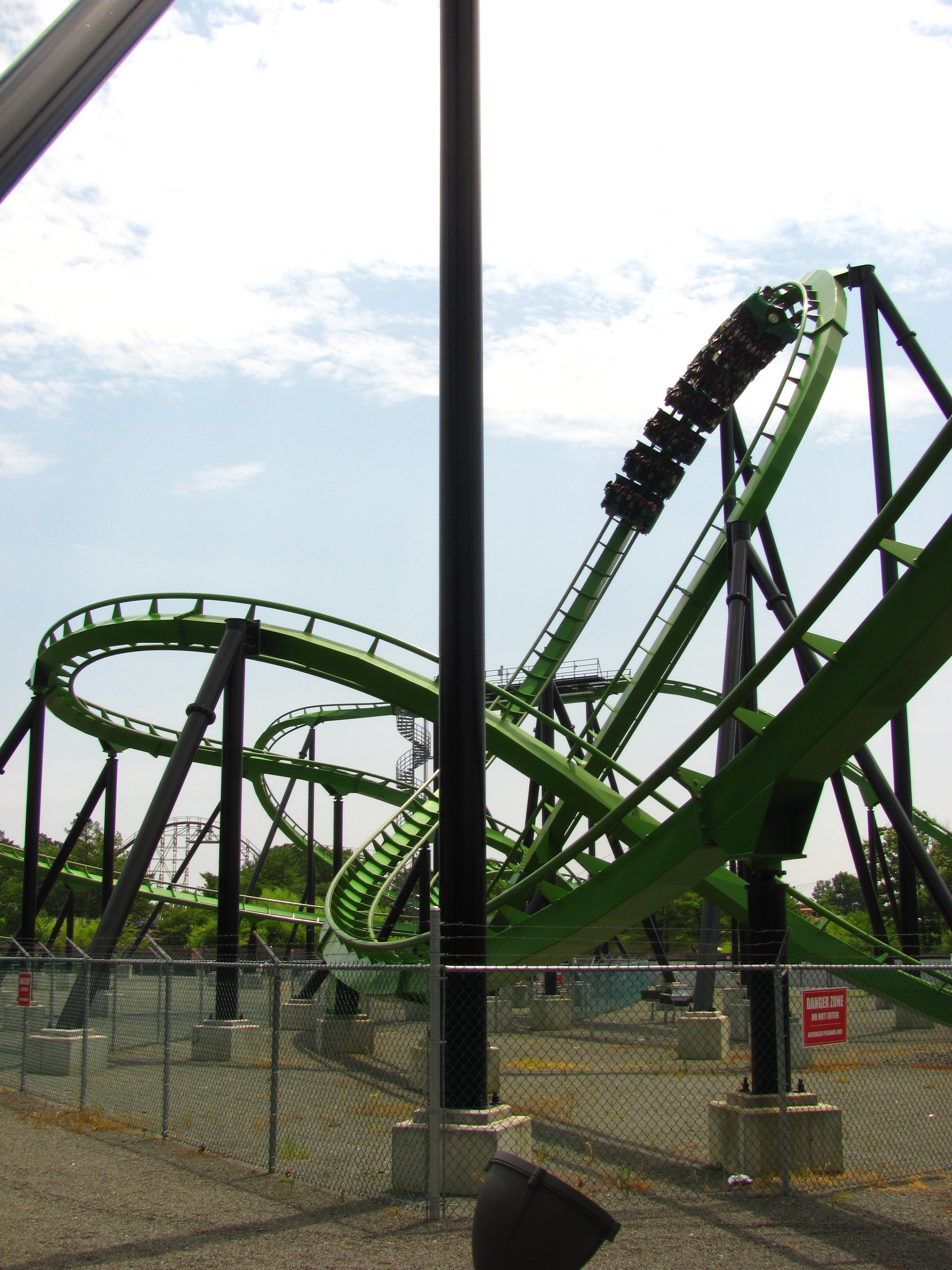
Green Lantern
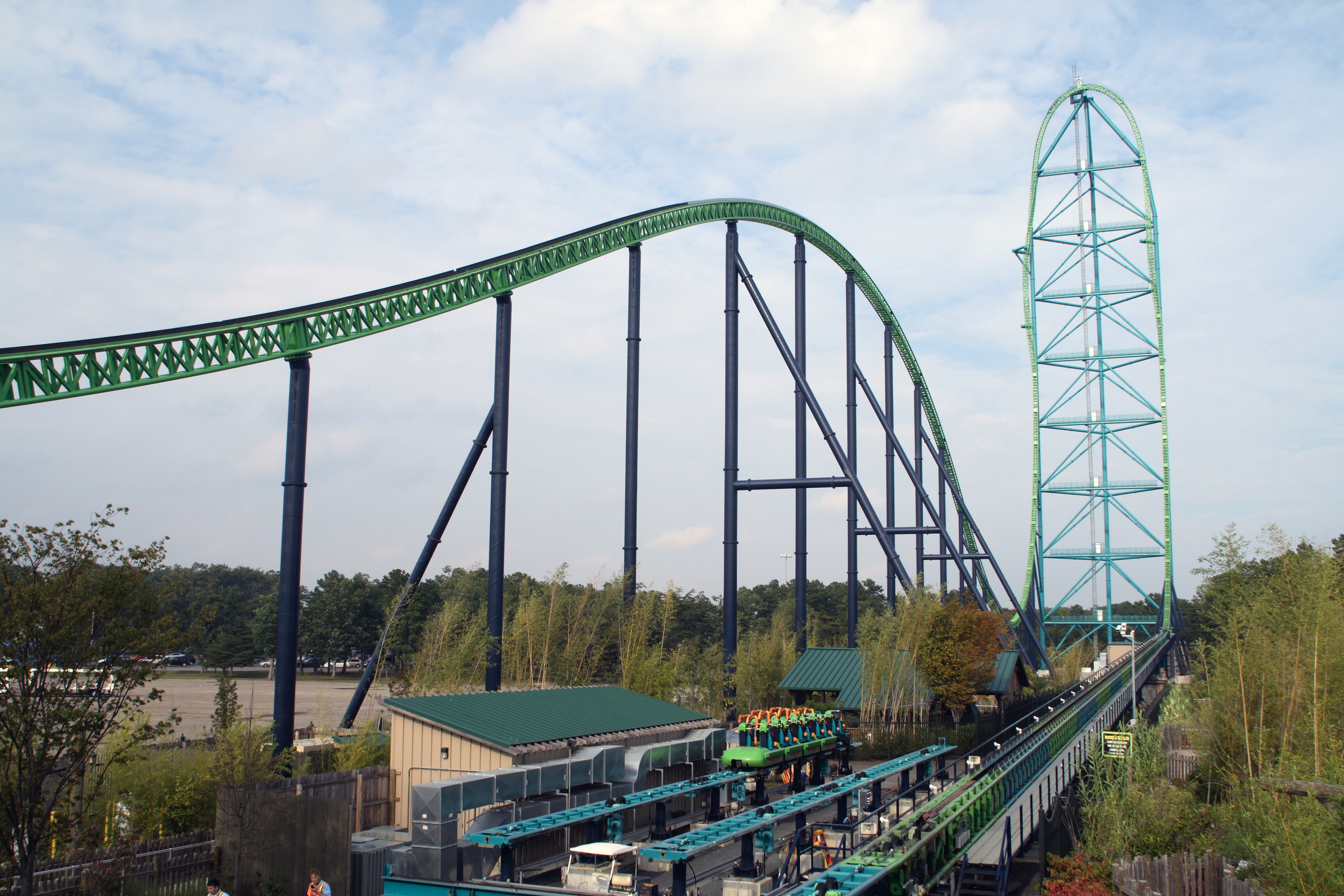
Kingda Ka
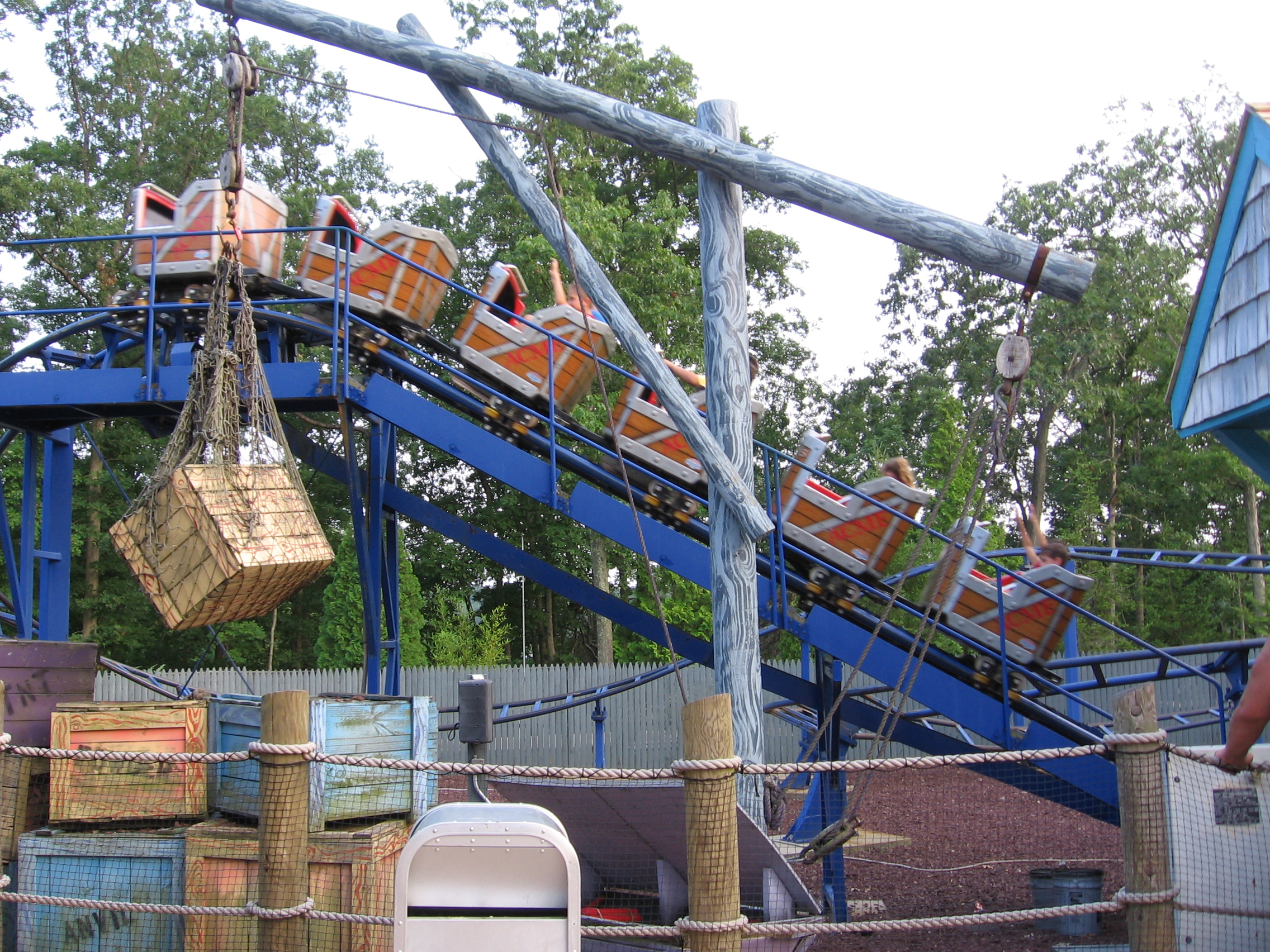
Road Runner Railway
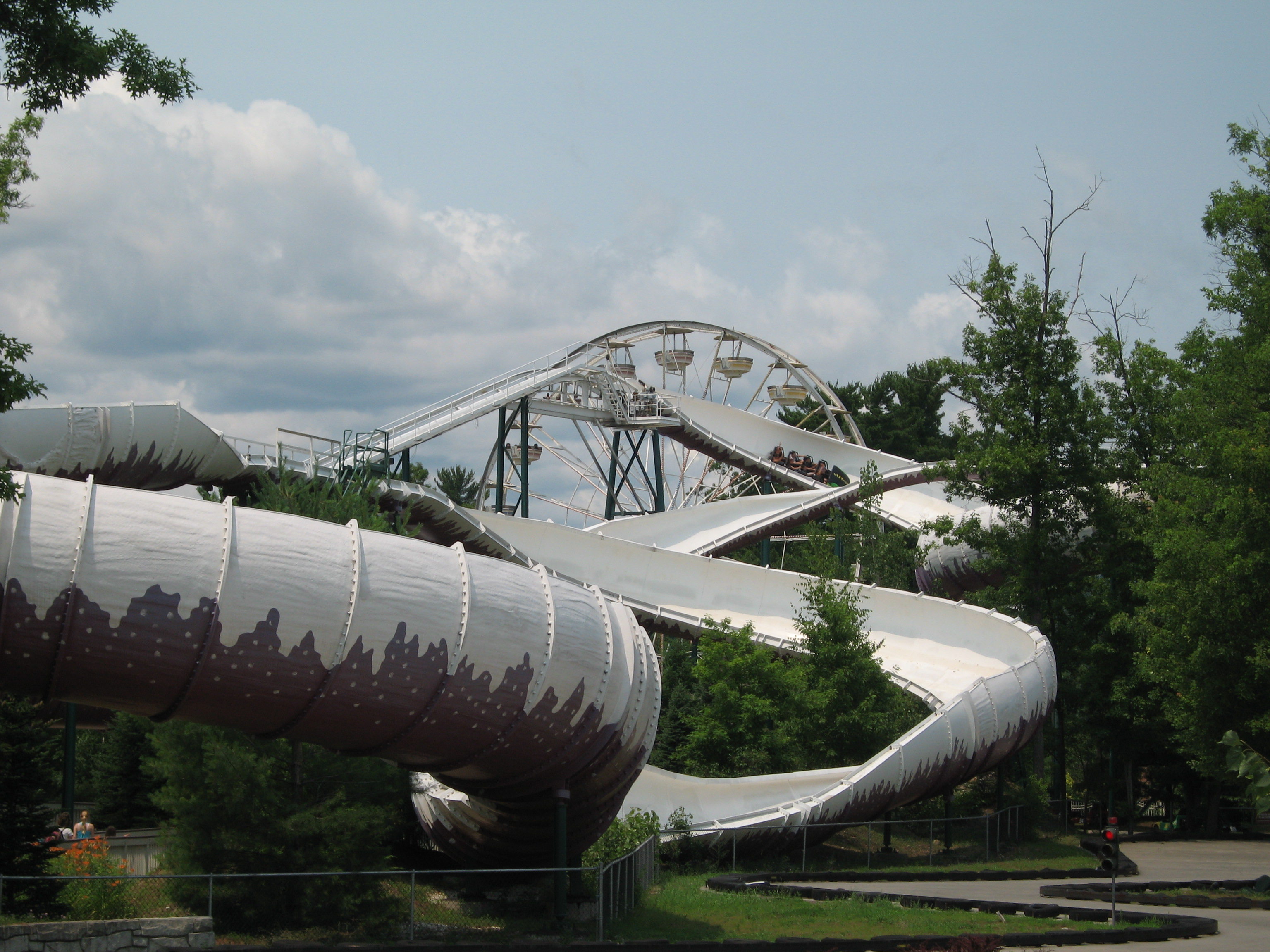
Sarajevo Bobsled
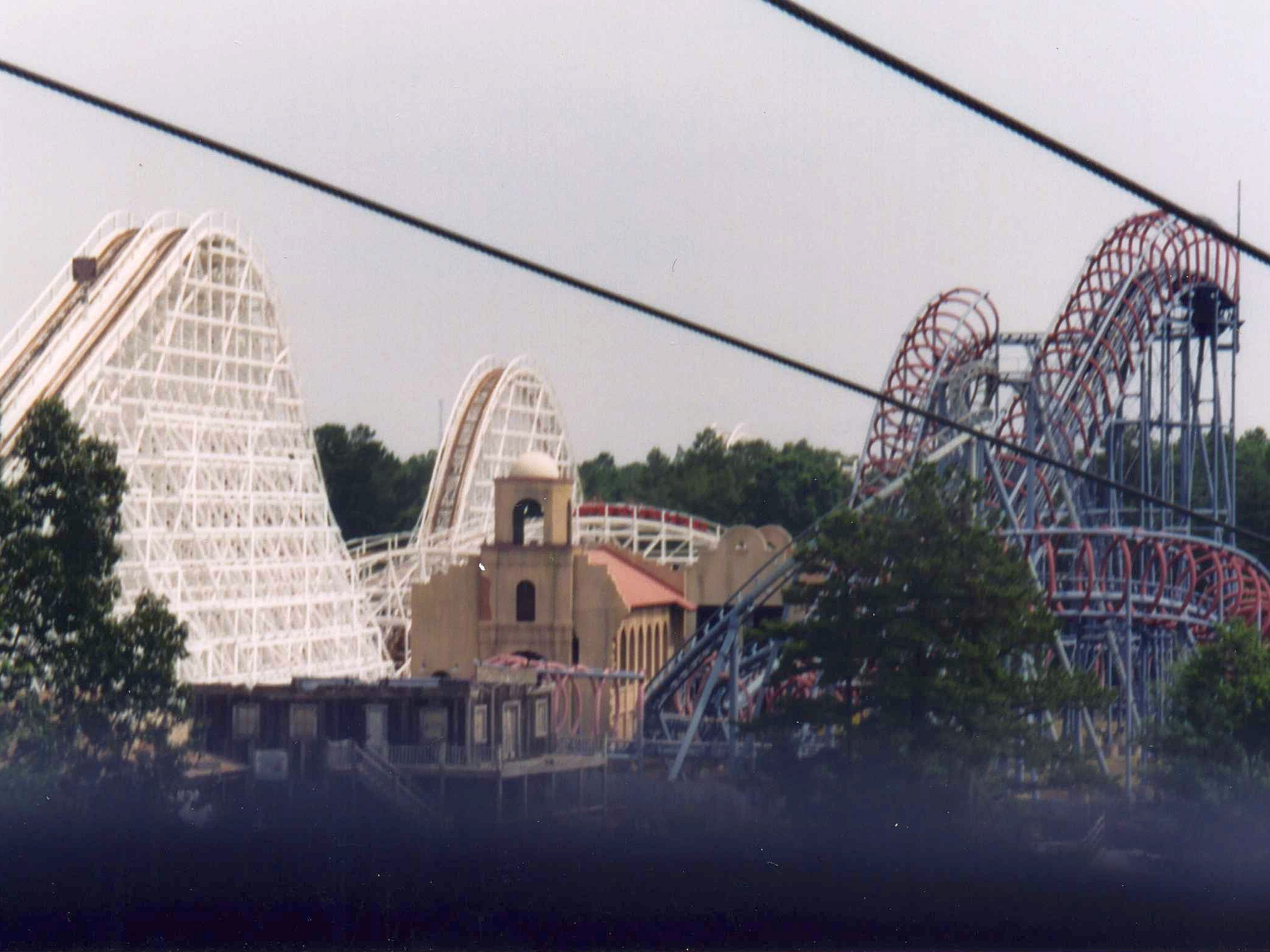
Viper

#### Attractions disparues
| Nom                                | Type               | Constructeur          | Années d'ouverture et de fermeture |
| ---------------------------------- | ------------------ | --------------------- | ---------------------------------- |
| African Rivers                     | Toboggans          | New Wave Rides        | 1991 - 1998                        |
| Antique Cars                       | Parcours de tacots | Ihle                  | 1974 - 1975                        |
| Asian Rivers                       | Toboggans          | New Wave Rides        | 1991 - 1998                        |
| Autobahn                           | Autos-tamponneuses |                       | 1976 - 2008                        |
| Calypso                            | Calypso            | Anton Schwarzkopf     | 1974 - 1987                        |
| Chaos                              | Chaos              | Chance Rides          | 1999 - 2005                        |
| El Diablo                          | Fire Ball          | Larson International  | 2015 - 2018                        |
| Eruption                           | Sky Sling          | S&S Worldwide         | 2003 - 2010                        |
| Evolution                          | Evolution          | Nauta Bussink         | 1999 - 2002                        |
| Fender Bender                      | Autos-tamponneuses | Soli                  | 1975 - 1987                        |
| Flying Wave                        | Chaises volantes   | Zierer                | 1974 - 2007                        |
| Freefall                           | Tour de chute      | Intamin               | 1983 - 2006                        |
| Grand Prix                         | Karting            | Mack Rides            | 1974 - 1979                        |
| Jumpin' Jack Flash                 | Jump               | Huss Park Attractions | 1999 - 2003                        |
| Marvin the Martian Space Chase     | Grande roue        | Carousels USA         | 1979 - 2004                        |
| Matterhorn                         | Music Express      | Mack Rides            | 1974 - 1986                        |
| Monster Spin                       | Pieuvre            | Anton Schwarzkopf     | 1978 - 1987                        |
| Movietown Water Effect             | Shoot the Chute    | Hopkins Rides         | 1987 - 2007                        |
| Musik Express                      | Music Express      | Mack Rides            | 1976 - 2007                        |
| North American Rivers              | Toboggans          | New Wave Rides        | 1991 - 1998                        |
| Parachute Training Center          | /                  | Intamin               | 1983 - 2022                        |
| Pendulum                           | Frisbee            | Huss Park Attractions | 1999 - 2003                        |
| Phileas Fogg's Balloon Ride        | Grande roue        | Soli                  | 1975 - 1996                        |
| Pirate's Flight                    | Balloon Race       | Zamperla              | 1999 - 2001                        |
| Riptide                            | Bûches             | Arrow Dynamics        | 1975 - 2006                        |
| Rodeo Stampede                     | Breakdance         | Huss Park Attractions | 1999 - 2005                        |
| Schwabinchen                       | Trabant-Wipeout    | Mack Rides            | 1975 - 1986                        |
| Scrambler                          | Scrambler          | Eli Bridge Company    | 1978 - 2001                        |
| Six Flags Great Adventure Railroad | Train              | Crown Metal Products  | 1974 - 1980                        |
| Sky Pilot                          | Tapis volant       | Anton Schwarzkopf     | 1982 - 1998                        |
| Space Shuttle                      | Ranger             | Intamin               | 1985 - 2007                        |
| Spin Meister                       | Enterprise         | Anton Schwarzkopf     | 1979 - 2005                        |
| Stuntman's Freefall                | Tour de chute      | Intamin               | 1983 - 2006                        |
| Super Sidewinder                   | SideWheeler        | Chance Rides          | 1976 - 1983                        |
| Swiss Bob                          | Bayern Kurve       | Anton Schwarzkopf     | 1980 - 1991                        |
| Taz Twister                        | Rotor              | Chance Rides          | 1975 - 2005                        |
| Time Warp                          | Inverter           | Chance Rides          | 1999 - 2001                        |
| Traffic Jam                        | Autos-tamponneuses | Anton Schwarzkopf     | 1974 - 1992                        |
| Twister                            | Top Spin           | Huss Park Attractions | 1999 - 2024                        |
| Zumanjaro                          | Tour de chute      | Intamin               | 2014 - 2024                        |

### Récompenses
Golden Ticket Awards :
| Montagnes russes | Rang |
| ---------------- | ---- |
| Nitro            | 4    |
| El Toro          | 13   |
| Bizarro          | 17   |
| Kingda Ka        | 28   |